# بتریس آلتریبا
بتریس آلتریبا (فرانسوی: Béatrice Altariba‎؛ زادهٔ ۱۸ ژوئن ۱۹۳۹) بازیگر سینما، مدل (شخص)، و بازیگر تئاتر اهل فرانسه است.
از فیلم‌ها یا برنامه‌های تلویزیونی که وی در آنها نقش داشته‌است می‌توان به چشمان بدون چهره، بینوایان، پشت درهای بسته، و زیبا باش اما خفه شو اشاره کرد.